# BarlowGirl
BarlowGirl — американський дівчачий християнський рок-гурт із Елджіну, який складається із сестер Алісси (вокал, бас-гітара, клавіші), Ребекки (задній вокал, електрогітара) та Лорен (задній вокал, ударні) Барлоу. Свій дебютний студійний альбом під назвою «BarlowGirl» випустили у 2004. Станом на 2009 гурт випустив 5 студійних альбомів. Гурт розпався у жовтні 2012 році.

## Склад
- Алісса Барлоу — вокал, бас-гітара, клавіші (2000—2012)
- Ребекка Барлоу — електрогітара, задній вокал (2000—2012)
- Лорен Барлоу — ударні, задній вокал (2000—2012)

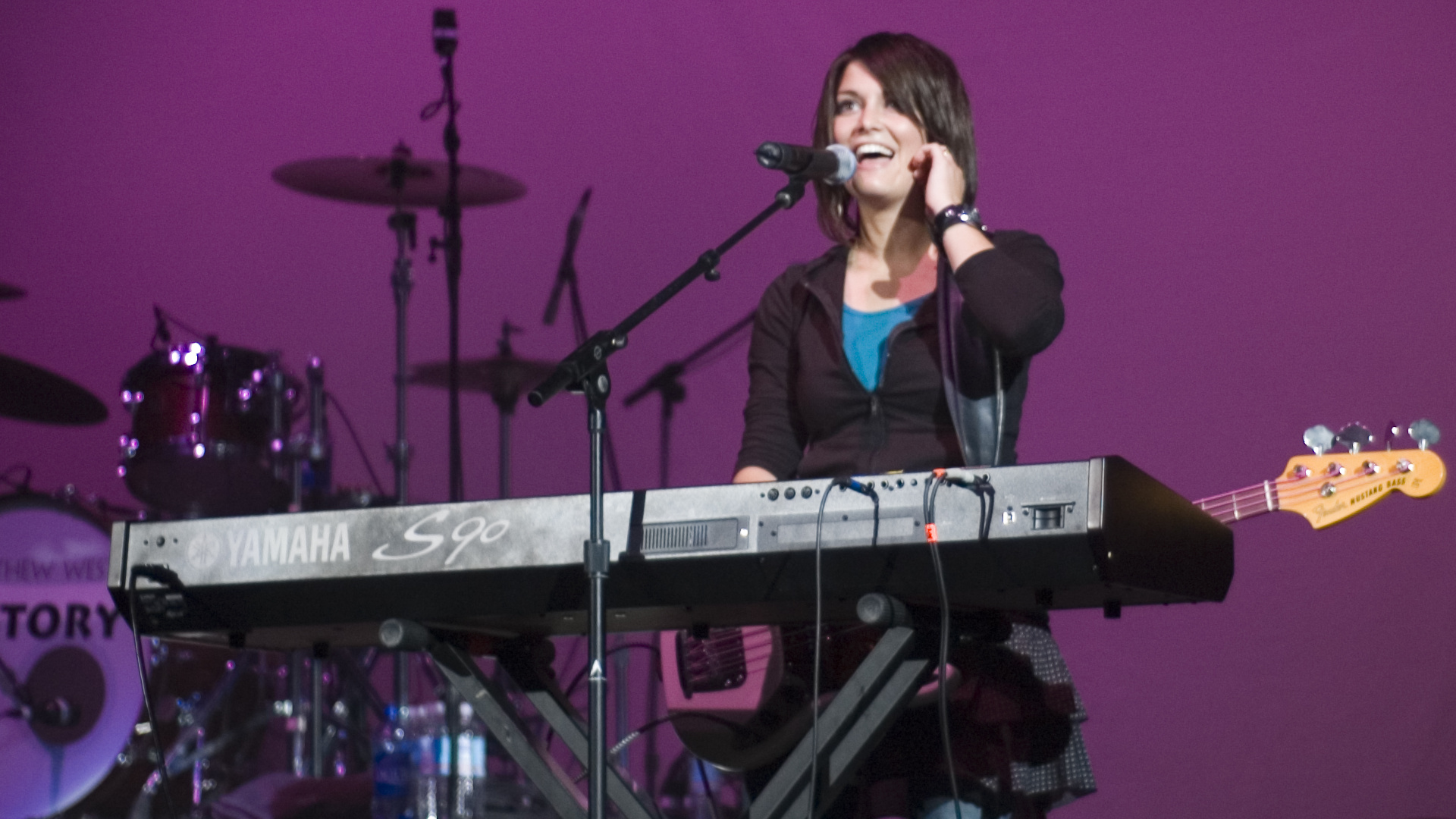
Алісса Барлоу
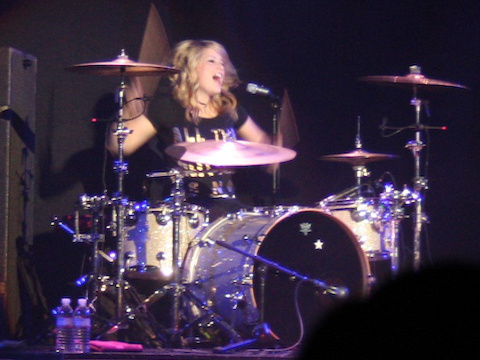
Лорен Барлоу
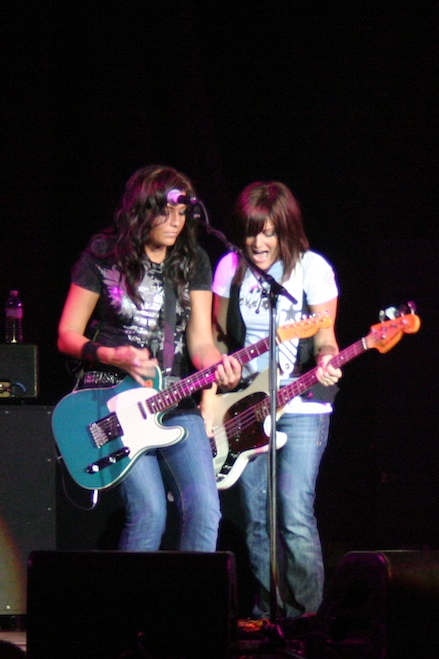
Ребекка Барлоу

## Дискографія
- BarlowGirl (2004)[2]
- Another Journal Entry (2005)
- How Can We Be Silent (2007)
- Home for Christmas (2008)
- Love & War (2009)

## Турне
- Don't Conform Tour (2006)[3][4]
- Million Voices Tour (2008)[5]
- BarlowGirl and Superchick live tour (2009)
- Love & War tour (2010)[6]

## Нагороди
GMA Dove Awards
| Рік  | Нагорода                                                    | Результат |
| ---- | ----------------------------------------------------------- | --------- |
| 2005 | New Artist of the Year                                      | Номінація |
| 2005 | Rock/Contemporary Recorded Song of the Year («Never Alone») | Номінація |
| 2005 | Rock/Contemporary Recorded Song of the Year («Mirror»)      | Номінація |
| 2005 | Rock/Contemporary Album of the Year (BarlowGirl)            | Номінація |
| 2006 | Group of the Year                                           | Номінація |
| 2006 | Rock Recorded Song of the Year («Let Go»)                   | Номінація |
| 2006 | Rock/Contemporary Recorded Song of the Year («Mirror»)      | Номінація |
| 2006 | Rock/Contemporary Album of the Year (Another Journal Entry) | Номінація |
| 2007 | Group of the Year                                           | Номінація |
| 2008 | Rock Recorded Song of the Year («Million Voices»)           | Номінація |
| 2008 | Rock/Contemporary Album of the Year (How Can We Be Silent)  | Номінація |
| 2009 | Christmas Album of the Year (Home for Christmas)            | Номінація |
| 2010 | Rock/Contemporary Album of the Year (Love & War)            | Номінація |
| 2010 | Short Form Music Video of the Year («Beautiful Ending»)     | Номінація |